# M114 (Panzer)
Der M114 Command and Reconnaissance Carrier war ein US-amerikanischer Spähpanzer, der vor allem im Vietnamkrieg von der United States Army verwendet wurde. Gefertigt wurde er von Cadillac in den frühen 1960er-Jahren.

## Geschichte
Der M114 war dazu gedacht, den Transportpanzer M113 in Führungs- und Aufklärungseinsätzen zu unterstützen bzw. zu ergänzen. Insgesamt ist das Fahrzeug kompakter und deutlich leichter als der M113; es ist aber nicht möglich, Soldaten zu transportieren, was sich gegenüber dem M113 langfristig als Nachteil herausstellte. Ein Export in andere Länder erfolgte nicht.

## Technik
Der Panzer ist lufttransportfähig, amphibisch und kann problemlos in unwegsamem Gelände operieren. Auf befestigten Straßen konnte das Fahrzeug für die damalige Zeit relativ hohe Geschwindigkeiten von 60 km/h erreichen.
Die Kommandantenluke, an der das Kaliber-.50-Maschinengewehr montiert ist, ist um 360 Grad drehbar. Angetrieben wurde das Fahrzeug von einem Chevrolet-V8-Benzinmotor mit einer Leistung von 160 PS. Der M114 war dem M113 hinsichtlich Technik und Bewaffnung unterlegen. Des Weiteren wurden in Vietnam Aufklärungseinsätze zunehmend vom stärker bewaffneten Spähpanzer M551 Sheridan übernommen. Auch die Tatsache, dass der M114 gegenüber dem M113 diverse Nachteile zu verzeichnen hatte (Mitführung von Personen im Innenraum etc.) führten schließlich zu seiner Ausmusterung.

## Versionen
- T114: Prototyp mit rückstoßfreiem 105-mm-Geschütz M40
- M114: Basisversion
- M114A1: Das Betätigen des M2-Maschinengewehrs von innen möglich
- M114A2: mit einer 20-mm-Kanone HS.820 von Hispano-Suiza (US-Bezeichnung: M139) bewaffnet; aus dem Jahr 1969